# Nemzetközi magánjog
A nemzetközi magánjog szabályozza - többek között - két vagy több állam polgárai, jogi személyei közötti polgári jogi ügyleteket, illetve az ezekre alkalmazandó jogot. (Ebben különbözik a nemzetközi jogtól, pontosabban a nemzetközi közjogtól, amelynek a tárgyát alapvetően az államok közötti kapcsolatok képzik.)

## Tárgya
Szászy István írta 1938-ban, Nemzetközi magánjog című művében:

„Az állami jogrendszernek mindazonáltal számolnia kell a nemzetközi érintkezés kívánalmaival és idegen jogrendszerek létével. Ezért, ha a magánjogi tényállásnak külföldi vonatkozásai vannak, ha a tényállásban szereplő személyek külföldi állam polgárok vagy külföldön laknak, ha a tényállás egészben vagy részben külföldön valósul meg vagy ott kell kifejtenie hatásait vagy ha a jogosult igényét belföldi tényállás alapján külföldön érvényesíti vagy érvényesítette, felmerül a kérdés, hogy a jog-viszony helyes rendezése céljából melyik állam joga legyen az irányadó. A magánjogi tényállásnak ilyetén, több állam területével szemben fennálló vonatkozásait nevezzük a jogszabályok „összeütközésének“ (collisio statutorum), a különböző államok jogszabályai térbeli összeütközéseinek megoldására szolgáló jogszabályokat pedig, szemben az anyagi magánjogi szabályokkal (a Sachnormákkal), nemzetközi magánjogi szabályoknak vagy nemzetközi magánjogi kollíziós normáknak, e kollíziós normák összességét végül nemzetközi magánjognak.”

## Az 1979. évi 13. tvr.

### A törvényerejű rendelet célja és hatálya
Az 1979. évi 13. tvr. célja a békés nemzetközi kapcsolatok fejlesztése érdekében annak meghatározása, hogy
- - melyik állam jogát kell alkalmazni, ha polgári jogi, családi jogi vagy munkajogi jogviszonyban külföldi személy, vagyontárgy vagy jog (a továbbiakban: külföldi elem) szerepel és több állam joga lenne alkalmazható,
  - milyen joghatósági és eljárási szabályok alapján kell eljárni külföldi elemet tartalmazó jogvitában.[2]

Az 1979. évi 13. tvr. alkalmazása kizárt volt olyan kérdésben, amelyet nemzetközi szerződés szabályoz.

### A szellemi alkotások jogáról
A tvr. III. fejezetének címe: "Szellemi alkotások joga".
Ezen belül a 19. § a "Szerzői jog" alcímet, a 20. § az "Iparjogvédelmi jog" alcímet viseli.
A szerzői jogokat annak az államnak a joga szerint kell elbírálni, amelynek területén a védelmet igénylik.
A feltaláló és jogutódja annak az államnak a joga szerint és abban az államban részesül védelemben, amelyben a szabadalmat megadták, illetőleg ahol a bejelentést megtették.Ezt a szabályt kell értelemszerűen alkalmazni más iparjogvédelmi jogokra (ipari mintaoltalom, védjegy stb.) is.

## A hatályos 2017. évi XXVIII. törvény

### Általános rendelkezések
A törvény 1. és 2.  §§-ai rendelkeznek a  törvény hatályáról. 

„1. § E törvény határozza meg, hogy külföldi elemet tartalmazó magánjogi jogviszonyokban
a) melyik állam jogát kell alkalmazni,
b) milyen szabályok szerint állapítják meg a magyar bíróságok joghatóságukat és milyen eljárási szabályok alapján járnak el, valamint
c) milyen feltételekkel ismerhetők el és hajthatók végre a külföldi bíróságok által hozott határozatok.
2. § E törvény rendelkezéseit olyan kérdésekben kell alkalmazni, amelyek nem tartoznak az Európai Unió általános hatályú, közvetlenül alkalmazandó jogi aktusa vagy nemzetközi szerződés hatálya alá.”

### Vissza- és továbbutalás
Ha a nemzetközi magánjogról szóló  törvénynek az alkalmazandó jogot meghatározó kollíziós szabályai külföldi jogra utalnak, a külföldi jognak a kérdést közvetlenül rendező anyagi jogi szabályait kell alkalmazni.
Ha az alkalmazandó külföldi jogot e törvény értelmében az állampolgárság határozza meg és a külföldi jog kollíziós szabálya
- a) a magyar jogra utal vissza, a magyar anyagi jogot kell alkalmazni;
- b) egy másik külföldi jogra utal tovább, ennek a jognak az anyagi jogi szabályait kell alkalmazni.[8]

### A szellemi tulajdonjogról
A törvény VI. Fejezete szól a szellemi tulajdonjogról. A pont címe: "25. Szerzői és iparjogvédelmi jogok".
A szerzői jogok létrejöttére, tartalmára, megszűnésére és érvényesítésére annak az államnak a joga alkalmazandó, amelynek területére a védelmet igénylik.
Iparjogvédelmi jogok létrejöttére, tartalmára, megszűnésére és érvényesítésére annak az államnak a joga alkalmazandó, amelyben az oltalmat megadták, illetve ahol a bejelentést megtették.

Az új törvény koncepciója lényegében fenntartja a korábbi kollíziós szabályt, ezzel kapcsolatban a következőket rögzíti:

„A szerzői jogok védelme kapcsán a lex loci protectionis, míg az iparjogvédelemnél, a szabadalmi jogot is ideértve, a lex originis kapcsolóelve érvényesül.”

– XI. Szerzői jog és iparjogvédelem